# Muscarina
La L-(+)-muscarina es un alcaloide tóxico aislado de la Amanita muscaria, y también se encuentra en algunos hongos del género Inocybe y Clitocybe. Fue la primera sustancia parasimpaticomimética en ser estudiada y causa una profunda activación psiconáutica y en dosis altas puede ocasionar la muerte.

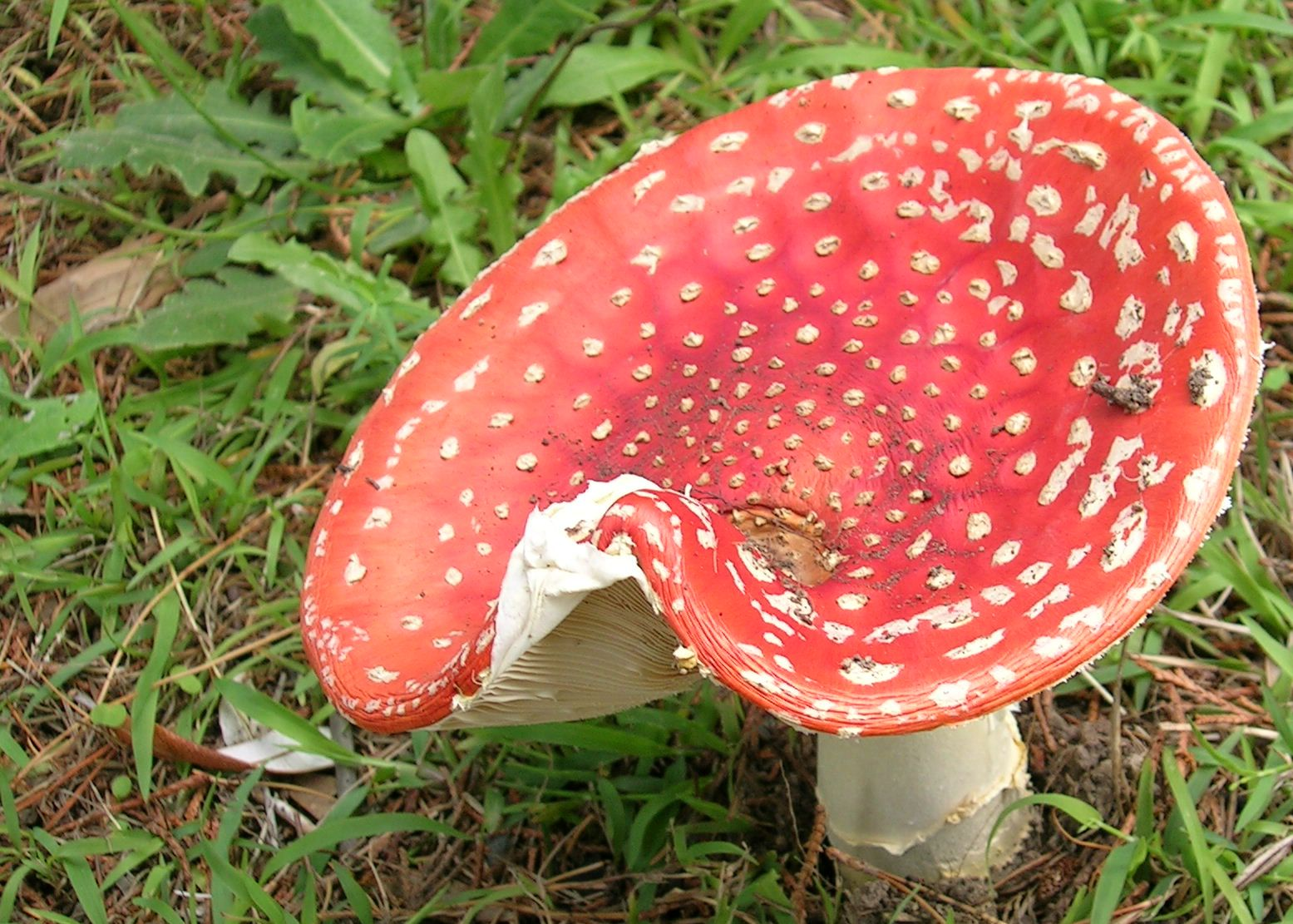
Amanita muscaria.

## Características
La muscarina es incolora, inodora, soluble en agua y en alcohol. Fue aislada por primera vez de la Amanita muscaria en 1869 por Oswald Schmiedeberg. Al ser una amina cuaternaria, la muscarina es absorbida menos eficientemente por el tracto gastrointestinal que las aminas terciarias, y no cruza la barrera hematoencefálica.
La muscarina ha sido encontrada en cantidades inocuas en setas del género Boletus, Hygrocybe, Lactarius y Russula.

## Acción
La muscarina imita la acción del neurotransmisor acetilcolina en los receptores muscarínicos de acetilcolina. 
En el envenenamiento por muscarina se produce una estimulación colinérgica generalizada, ocasionando aumento de salivación, sudoración excesiva y lagrimeo en un intervalo de 15 a 30 minutos después de la ingestión de la seta. También produce excitación sexual. Con grandes dosis y estos síntomas pueden ser seguidos por dolor abdominal, náuseas, diarrea, visión borrosa, y dificultad para respirar. La intoxicación por lo general disminuye en 2 horas. La muerte es rara, pero puede causarse por fallo cardiaco o fallo respiratorio en los casos graves. El antídoto específico es la atropina.